# Slayers great
Slayers Great (スレイヤーズ ぐれえと, Sureiyāzu Gurēto) é um filme de 1997 anime dirigido por Kunihiko Yuyama e Hiroshi Watanabe e escrito por Hajime Kanzaka. É o terceiro filme da saga Slayers a ser lançado. Foi lançado no Japão em 2 de Agosto de 1997.

## Sinopse
A feiticeira Lina Inverse (Megumi Hayashibara) e a sua companheira de viagem/arque-rival Naga a Serpente (Maria Kawamura) chegam a uma cidade onde a arte da fabricação de golens é altamente valorizada e acabam se envolvendo na rivalidade entre pai e filho, com idéias muito diferentes sobre como golems deve ser feitos.